# Crocidura attenuata
Crocidura attenuata is een spitsmuis uit het geslacht Crocidura.

## Kenmerken
Deze soort heeft een bruingrijze rug, wat lichtere flanken en een wat grijzere buik. De staart is nauwelijks behaard, van boven donkerbruin en van onderen lichter. De voeten zijn bedekt met korte, bleke haren. In Thailand komt de soort voor in rijstvelden en overwoekerde akkers. C. pullata uit Pakistan heeft een kortere, meer behaarde staart en een wat bruinere vacht. De kop-romplengte bedraagt 60,0 tot 89,0 mm, de staartlengte 43,0 tot 60,0 mm en de achtervoetlengte 11,0 tot 16,0 mm. Het karyotype bedraagt 2n=35-38, FN=54, tegenover 2n=40, FN=56 voor C. tanakae.
De Filipijnse populatie is pas aan het eind van de 20e eeuw ontdekt en pas in 1994 als C. attenuata geïdentificeerd op basis van een vergelijking met spitsmuizen uit Taiwan en met C. grayi uit Luzon. Met de dieren uit Taiwan kwam deze populatie overeen in de kortere staart, die anders dan bij de dieren uit Luzon naakt lijkt door de kortere haren, maar langere borstelharen bevat, de lichtbruine voeten en de niet al te dichte, korte vacht. Anders dan de dieren uit Taiwan hadden de spitsmuizen uit Batan echter een grote protocoon op de vierde valse kies in de bovenkaak (P4). De schedellengte van vier exemplaren uit Batan bedraagt 19,4 tot 20,7 mm.

## Verspreiding
Deze soort komt voor van Assam en Sikkim (Noordoost-India) tot het schiereiland Malakka, Zuid-China en mogelijk Batan in de Filipijnen. Verschillende soorten die eerder tot C. attenuata werden gerekend worden nu als aparte soorten gezien: Crocidura tanakae uit Taiwan, Crocidura pullata uit Pakistan, Crocidura trichura uit Christmaseiland, en diverse soorten uit de Grote Soenda-eilanden. De populatie op Batan vertegenwoordigt waarschijnlijk C. tanakae.
aleksandrisi ·
allex ·
andamanensis ·
ansellorum ·
arabica ·
arispa ·
armenica ·
attenuata ·
attila ·
baileyi ·
baluensis ·
batakorum ·
batesi ·
beatus ·
beccarii ·
bottegi ·
bottegoides ·
brunnea ·
buettikoferi ·
caliginea ·
canariensis ·
caspica ·
cinderella ·
congobelgica ·
crenata ·
crossei ·
cyanea ·
denti ·
desperata ·
dhofarensis ·
dolichura ·
douceti ·
dsinezumi ·
eisentrauti ·
elgonius ·
elongata ·
erica ·
fischeri ·
flavescens ·
floweri ·
foetida ·
foxi ·
fuliginosa ·
fulvastra ·
fumosa ·
fuscomurina ·
glassi ·
gmelini ·
goliath ·
gracilipes ·
grandiceps ·
grandis ·
grassei ·
grayi ·
greenwoodi ·
harenna ·
hildegardeae ·
hilliana ·
hirta ·
hispida ·
horsfieldii ·
hutanis ·
indochinensis ·
jacksoni ·
jenkinsi ·
jouvenetae ·
katinka ·
kegoensis ·
kivuana ·
lamottei ·
lanosa ·
lasiura ·
latona ·
lea ·
lepidura ·
leucodon ·
levicula ·
littoralis ·
longipes ·
lucina ·
ludia ·
luna ·
lusitania ·
macarthuri ·
macmillani ·
macowi ·
malayana ·
manengubae ·
maquassiensis ·
mariquensis ·
maurisca ·
maxi ·
mindorus ·
miya ·
monax ·
monticola ·
montis ·
muricauda ·
musseri ·
mutesae ·
nana ·
nanilla ·
negligens ·
negrina ·
nicobarica ·
nigeriae ·
nigricans ·
nigripes ·
nigrofusca ·
nimbae ·
niobe ·
obscurior ·
olivieri ·
orientalis ·
orii ·
pachyura ·
palawanensis ·
panayensis ·
paradoxura ·
parvipes ·
pasha ·
pergrisea ·
phaeura ·
phuquocensis ·
picea ·
pitmani ·
planiceps ·
poensis ·
polia ·
pullata ·
raineyi ·
ramona ·
rapax ·
religiosa ·
rhoditis ·
roosevelti ·
russula ·
selina ·
serezkyensis ·
shantungensis ·
sibirica ·
sicula ·
silacea ·
smithii ·
sokolovi ·
somalica ·
stenocephala ·
suaveolens ·
susiana ·
tanakae ·
tansaniana ·
tarella ·
tarfayensis ·
telfordi ·
tenuis ·
thalia ·
theresae ·
thomensis ·
trichura ·
turba ·
ultima ·
usambarae ·
viaria ·
virgata ·
voi ·
vorax ·
vosmaeri ·
watasei ·
whitakeri ·
wimmeri ·
wuchihensis ·
xantippe ·
yankariensis ·
zaitsevi ·
zaphiri ·
zarudnyi ·
zimmeri ·
zimmermanni